# Arrows A21
O A21 é o modelo da Arrows da temporada de 2000 da F1. Condutores: Pedro de la Rosa e Jos Verstappen.

## Resultados[2]
(legenda) 
| Ano  | Chassi | Motor             | Pneus | N° | Pilotos          | 1   | 2   | 3   | 4   | 5   | 6   | 7   | 8   | 9   | 10  | 11  | 12  | 13  | 14  | 15  | 16  | 17  | Pontos | Posição |  |
| ---- | ------ | ----------------- | ----- | -- | ---------------- | --- | --- | --- | --- | --- | --- | --- | --- | --- | --- | --- | --- | --- | --- | --- | --- | --- | ------ | ------- |  |
|      |        |                   |       |    |                  |     |     |     |     |     |     |     |     |     |     |     |     |     |     |     |     |     |        |         |  |
|      |        |                   |       |    |                  | AUS | BRA | SMR | GBR | ESP | EUR | MON | CAN | FRA | AUT | GER | HUN | BEL | ITA | USA | JPN | MYS |        |         |  |
| 2000 | A21    | Supertec FB02 V10 | B     | 18 | Pedro de la Rosa | Ret | 8   | Ret | Ret | Ret | 6   | DNS | Ret | Ret | Ret | 6   | 16  | 16  | Ret | Ret | 12  | Ret | 7      | 7°      |  |
| 2000 | A21    | Supertec FB02 V10 | B     | 19 | Jos Verstappen   | Ret | 7   | 14  | Ret | Ret | Ret | Ret | 5   | Ret | Ret | Ret | 13  | 15  | 4   | Ret | Ret | 10  | 7      | 7°      |  |